# Britta Horn
Britta Horn (* 3. Januar 1980 in Bad Soden) ist eine deutsche Schauspielerin.

## Leben und Karriere
Britta Horn wuchs in Berlin, ab ihrem zwölften Lebensjahr in Vogt, Landkreis Ravensburg, und in Frankreich auf. Sie studierte 1997–2000 Schauspiel an der Stage School of Dance and Drama in Hamburg von 2000 bis 2003 an der European Film Actor School (EFAS) in Zürich. Während ihrer Ausbildung agierte sie, unter anderem im Jahr 2002 im Schauspielhaus Zürich in Goethes Clavigo.
In Fernseh-Produktionen spielte Britta Horn – nach einer kleineren Rolle in der Sat.1-Telenovela Schmetterlinge im Bauch (2006 bis 2007) – im Jahr 2008 neben Sky du Mont eine Hauptrolle in der Sat.1-Serie Das iTeam – Die Jungs an der Maus. 2008 eine weitere Hauptrolle in der Sat.1-Produktion Himmlischer Besuch für Lisa. Sie spielt in diversen Theaterproduktionen und wurde in der Komödie Die Bessere Hälfte von Alan Ayckbourn im Theater Ravensburg 2010/11 in der Rolle der Mary Featherstone zum Publikumsliebling.
Britta Horn ist seit 2006 die Bandleaderin und Sängerin der Gruppe Frau Horn.
Als Mitglied von Bündnis 90/Die Grünen sitzt sie im Stadtrat von Annweiler und kandidierte bei der rheinland-pfälzischen Landtagswahl 2021 für den Wahlkreis Südliche Weinstraße.

## Filmografie
- 2006: Breathful (Kino)
- 2006–2007: Schmetterlinge im Bauch (TV-Serie)
- 2007: Mein Führer – Die wirklich wahrste Wahrheit über Adolf Hitler (Kino)
- 2008: Das iTeam – Die Jungs an der Maus  (TV-Serie)
- 2008: Himmlischer Besuch für Lisa (TV-Spielfilm)
- 2008: Champions (Kino)
- 2009: Da kommt Kalle – Herzkreis Chaos  (TV-Serie)
- 2014: Tatort: Todesspiel (TV-Serie)
- 2018: Chaos-Queens: Ehebrecher und andere Unschuldslämmer
- 2020: Die Kanzlei: Keine Bagatelle
- 2024: Mordsschwestern – Verbrechen ist Familiensache (Fernsehserie, 1 Folge)